# Michael Hirsh
Pour les articles homonymes, voir Hirsh.
Michael Hirsh est un producteur de cinéma canado-belge né en 1948. Il est connu pour avoir fondé Nelvana avec Patrick Loubert et Clive A. Smith. Au cours de sa carrière, il a remporté 3 Emmy Awards, 8 Gemini Awards, 1 Genie Awards et 1 World Animation Celebration.
Il est connu pour avoir produit Les Animaux du Bois de Quat'sous afin de faciliter sa distribution au Canada par Nelvana.